# Тевтонски ред
Тевтонски витезови или Тевтонски ред (лат. Ordo domus Sanctæ Mariæ Theutonicorum Ierosolimitanorum), je „Немачки верско-витешки ред“, Светог римског царства основан 1191. у Акри, Палестина (данас Ако у Израелу). У средњем веку су били крсташки витешки ред и носили су беле огртаче са црним крстом. То је сада клирски ред смештен у Бечу, Аустрија. Средњовековни ред је имао значајну улогу на Блиском истоку контролишући луку Акра. Пошто су хришћанске снаге поражене на Блиском истоку, Ред се преместио у Трансилванију 1211. како би помогао у одбрани Угарске од Кумана. Протерани су 1225. пошто су наводно покушали да се поставе под папски, а не угарски суверенитет.
На основу Златне буле из Риминија, велики вођа Тевтонских витезова Херман фон Салца и војвода Конрад I од Мазовије су заједно напали Старе Прусе 1226. како би их покрстили у Пруском крсташком походу. Тада су витезови били оптужени за превару пољске управе и образовање независне Монашке државе Тевтонских витезова. Ред је изгубио своју сврху када је суседна Литванија прихватила хришћанство. Смештен у Пруској, Ред је почео да походи своје хришћанске суседе, Краљевину Пољску, Велико војводство Литванију и Новгородску републику, пошто је асимилирала Ливонијски ред. На основу својих намета Ред је имао јаку градску економију, запошљавао је многе трговце из читаве Европе, и постао морска сила на Балтичком мору.
Пољско-Литванска војска је одлучно поразила Ред и сломила његову војну моћ у бици код Гринвалда (Таненберг) 1410. Ред је постојао све до 1525. када је Велики вођа Алберт Бранденбуршки абдицирао, прихватио лутеранство да би постао пруски војвода. Велике вође су председавале витешким великим поседима у Немачкој и другде до 1809. када је Наполеон I Бонапарта наредио распуштање Реда који је изгубио свој последњи световни посед. Ред је наставио да постоји, са седиштем у Хамбургу за време Првог светског рата, и данас ради кроз добротворна удружења у средњој Европи. Бејливих од Утрехт од тевтонског реда, протестантски витешки ред, потиче из истог средњовековног војног реда и такође наставља да додељује витешка звања и обавља добротворна дела.

## Историја

### Настајање
У време кад су између 1189—1190, крсташи опседали Акру у Палестини, неки немачки трговци из Бремена и Либека основали су братство које се требало бавити оболелима у Палестини.
Након заузимања Акре - 1191, та братства преузела је градску болницу, коју су презвали у Болница Свете Марије из немачке куће у Јерусалиму. Папа Климент III одобрио је њихов ред, и правила по узору на Суверени Ред Светог Ивана Јерусалимског, односно Малтешке витезове.
Смрт Хоенштауфенског цара Хајнрихa VI 1197, који је иначе планирао велику инвазију Палестине, пореметила је стање на фронту, јер се велик број немачких крсташа који су дошли до Палестине одлучио вратити кући. Како би попунили новонасталу празнину, немачки кнежеви и бискупи, заједно с јерусалимским краљем Амалрихом II, одлучили су 1198. године да претворе Тевтонско братство у војнички витешки ред, са монашким правилима по узору на темпларе. Ред је добио бројне привилегије од папа Целестина  и Иноћентијa III и велике донације земље, и то не само по краљевству Јерусалима, већ и по Немачкој и другдје. Папа Иноћентије III одобрио је 1205. тевтонским витезовима кориштење белог плашта с црним крстом.
Тевтонци су заувек напустили Палестину крајем крсташких ратова, и коначног пада те земље под ислам 1291.

### Деловање по Источној Европи и Прусији
Тевтонски витезови су у међувремену, под вођством великог мајстора реда, Хермана фон Салзе (руководио редом од 1210 до 1239), почели да премештају своја дејства са Блиског истока у источну Европу. Први Тевтонски европски подухват био је у Угарској - 1211, након што их је позвао краљ Андрија II да му помогну да заштити пограничну Трансилванију од инвазије Кумана тако да је колонизују и покрсте. Заузврат су добили велика аутономна права, али су они у својим захтевима претерали те су протерани из Угарске 1225. Након тога им се указала прилика за нови ангажман, јер их је позвао пољски војвода Конрад I Мазовиецки, да му помогну да очисти доњи ток реке Висле од поганских Пруса.
Овог пута је Херман фон Салза ушао у посао пуно пажљивије, како би избегао оно што је доживио у Трансилванији. Како је већ уживао поверење хоенштауфенског цара Фридриха II, коме је већ служио као дипломата, затражио је од њега (и добио 1226) златну булу са јасно прецизираним бенифицијама и правима за посао склопљен са Конрадом I. По њој ред не само да је имао право на земљу добијену од Конрада, већ и на ону коју би сам освојио у борби са Прусима.
Нешто касније - 1234, Херман је такође осигурао и привилегије од папе Гргура IX, које се могу сматрати као други темељ њихове пруске феудалне државе, јер су папе биле спремне да прихвате садашња и будућа освајања реда као власништво Свете Столице дато на вечно кориштење самом реду.
Од 1233. Тевтонски витезови под заповедништвом локалног велепосједника Хермана Балка, уз помоћ лаичке добровољачке војске, регрутиране углавном по централној Немачкој, започињу освајање Пруске. Током следећих 50 година, напредујући од доње Висле до доњег Њемена, успели су да истребе већину оригиналног пруског становништва (велике погроме Тевтонци су спроводили у време великих побуна 1261—1283) желећи на тај начин успоставе своју контролу над Пруском.
Иако су Тевтонци дали једну трећину освојених територија цркви, а с друге стране дали велики ступањ аутономије новооснованим градовима на том подручју, они су без сумње израсли у доминантну силу Пруске. Свој посед су настојали да осигурају подижући утврђења, али и досељавањем немачких сељака по опустелим подручјима и даровањем великих поседа немачком и пољском племству које је постало вазал реда, али и монополизовањем лукративне трговине житом, посебно након 1263, кад је папа је дозволио и витешким редовима који су претходно били дужни да се придржавају завета сиромаштва, да се укључе директно у трговину.
До 1237, мање од две године пре него што Херман Залза умро, аутономна грана Тевтонског реда је основана 1202. Ред браће мача (Schwertbrüderorden), познати и као витезови мача, или Ливонски ред потпуно су овладали Ливонијом. Упркос тога Тевтонски ред, никада није успео да спроведе ефикасну контролу над тим северним покрајинама, као што му је то успело по Прусији.
До 1309, када је велики мајстор реда успео да организује своју резиденцију у Малборку, Тевтонски ред је створио и снажну феудалну државу која је владала не само над Прусијом, него и по источнобалтичким земљама, а након 1346. и Естонијом и Померенијом, укључујући и град Данзинг и територије по централној и јужној Немачкој. Током неколико идућих векова како би показали своју моћ - стално су (иако неуспешно), покушавали да освоје и покрстити Литванију, али су истовремено штитили ханзеатске трговачке градове и ширили своје територије трговином и освајањем.
Ширење реда и јачање његове моћи, узроковало је непријатељство Пољске, којој је ред ширењем својих поседа, одсекао приступ Балтичком мору, али и Литваније, коју су Тевтонци и даље сматрали непријатељском земљом иако је она прихватила хришћанство - 1387. Због тога су након избијања побуне против реда у литванској Жемаитији - 1408, Пољска и Литванија удружили снаге и поразили Тевтонске витезове у Бици код Гринвалда (1410). Иако се ред након тог пораза био присиљен да се одрекне само - Жемајтије и пољског Добрзина (Споразум из Торуња 1411), то је био његов крај, јер му је била скршена војна моћ.
Након тога је ауторитет и финанцијски положај реда нагло опао, те он више није био у стању да издржи ратове које је и даље водио са Пољацима, а након што су га напустили вазали и придружили се Пољацима током Тринаестогодишњег рата (1454—1466), ред је коначно поражен. Након тог је ред - 1466. морао да Пољској уступи Померенију, обе обале Висле и Вармијску бискупију (Споразум из Торуна 1466). Тевтонци су ипак успели да задрже остатак Прусије, али под условом да њихов велики мајстор постане вазал пољског краља. Велика промена за ред била је и у томе што је од тада био обавезан да прихвата и пољске чланове, а дотад је био искључиво немачки.

### Слабљење и распад реда
Власт Тевтонског реда у Прусији трајала је до краја 1525, кад је тадашњи велики поглавар Алберт, под утицајем протестантизма, распустио ред а његове дотадашње поседе претворио у властито секуларно војводство под пољским суверенитетом. Нови велики поглавар реда 1526, Валтер од Кроненберга, учврстио је своју резиденцију у Бад Мергентхајму. Након губитка Прусије Тевтонци су још увек имали по Европи неколико територија. Али су ствари кренуле нагоре након 1558. кад су изгубљене ливонијске територије, они су подељени између Русије, Шведске и Пољско-Литавске Уније. Након тог је Утрехтска унија - 1580. означила губитак територија по Бенелуксу. Крајем 17. века француски краљ Луј XIV секуларизовао је њихове поседе по Француској, а након потписивања Линевилског мира - 1801. ред је изгубио и све немачке поседе на левој обали Рајне. Коначни ударац реду задао је 1809. Наполеон, кад је преостале поседе реда поделио између других кнежевина и држава.

### Аустријска обнова
До краја Наполеонских ратова Тевтонски ред је успео да задржи само мале територије по аустријским земљама и Тиролу. Аустријски цар је 1834. поновно оживео ред у Бечу, као црквену установу, резервишући положај великог мештра за неког од војвода из хабсбургшке династије. Нова правила донесена од 1839. до 1840. ограничила су активност Тевтонаца на каритативну и пасторалну делатност, а рад њихових женских чланица искључиво на сестринство. Папа Пије IX одобрио је 1871. нова правила за свештеника реда. Кад је 1918. пропала Аустроугарска последњи хабсбургшки велики поглавар реда - надвојвода Максимилијан, препустио је свој положај обичном свештенику реда. Од 27. новембра 1929. ред има нова правила која наглашавају верску дисциплину.
Тренутачно је седиште реда у бечкој улици Сингерштрасе 7, у којој се налази црква и архив организације. Поред Аустрије, ред има огранке у Баварској, Хесену и италијанском Тиролу.